# Quildeberto I
Quildeberto I (Reims, c. 496 – 13 de dezembro de 558) foi o rei franco de Paris, da dinastia merovíngia, um dos quatro filhos de Clóvis e de Clotilde da Borgonha que dividiram o reino herdado após a morte de seu pai em 511.

## Vida
Na divisão do reino, ele recebeu como sua parte a cidade de Paris, a área ao norte até o rio Somme, a área a oeste até o Canal da Mancha e a península Armoricana (atual Bretanha). Seus irmãos governaram em outras regiões: Teodorico I em Metz, Clodomiro em Orleães e Clotário I em Soissons.
Em 523, Quildeberto participou da Guerra Burgúndia. Clodomiro morreu na Batalha de Vézeronce (então Veserúncia). Em 524, após o assassinato dos filhos de Clodomiro, Quildeberto anexou as cidades de Chartres e Orleães.
Tomou parte em várias expedições posteriores contra o reino da Borgonha. Assediou Autun em 532, e em 534, recebeu como sua parte dos espólios daquele reino as cidades de Mâcon, Genebra e Lyon. Quando o rei ostrogótico Vitige cedeu Provença aos francos em 535, a posse de Arles e Marselha foi garantida a Quildeberto por seus irmãos. A anexação daquela província foi completada, com a ajuda de Clotário, no inverno de 536-537.
Em 531, recebeu um pedido de sua irmã Crotilda, esposa do rei Amalarico dos visigodos. O rei ariano da Hispânia, segundo Crotilda, que era católica, estava lhe maltratando rudemente. Quildeberto atravessou os Pirenéus com um exército e derrotou o rei visigodo, matando-o em batalha. Crotilda morreu na jornada de retorno a Paris de causas desconhecidas.
Quildeberto fez outras expedições contra os visigodos. Em 542, tomou posse de Pamplona com a ajuda de seu irmão Clotário e assediou Saragoça, mas foi forçado a se retirar. Dessa expedição ele trouxe de volta a Paris uma preciosa relíquia, a túnica de São Vicente, em honra da qual ele construiu nos portões de Paris o famoso monastério de São Vicente, depois conhecido como Abadia de Saint-Germain-des-Prés.
Morreu sem motivo em 13 de dezembro de 558, sendo sepultado na abadia que ele havia fundado, onde sua tumba foi descoberta. Quildeberto foi um monarca que expandiu seus domínios em mais guerras estrangeiras que seus irmãos; atacou a Espanha (mais de uma vez), a Borgonha (mais de uma vez), Provença e outros lugares na Gália. Gregório de Tours, um contemporâneo, falando como um neustriano, colocou estas palavras na boca de Quildeberto: Velim unquam Arvernam Lemanem quae tantae jocunditatis gratia refulgere dicitur, oculis cernere. Quildeberto foi também um dos mais religiosos dos filhos de Clóvis, auxiliando seus irmãos, resgatando sua irmã, e construindo o famoso monastério de São Vicente para abrigar suas relíquias.

## Casamentos e filhos
Emm c. 515 com Ultrogota, princesa lombarda)
- Crodesinda
- Crodoberga